# Ernst von Württemberg
Ernst Alexander Konstantin Friedrich Herzog von Württemberg (* 11. August 1807 in Riga; † 28. Oktober 1868 in Coburg) war ein dem Hochadel zugehöriger Gutsherr und Offizier im Russischen Reich.

## Abstammung
Herzog Ernst entstammte dem Haus Württemberg. Er war ein Sohn des Herzogs Alexander Friedrich Karl von Württemberg und von dessen Frau, der Prinzessin Antoinette (1779–1824), der zweiten Tochter von Herzog Franz von Sachsen-Coburg-Saalfeld. Sein Onkel war König Friedrich I. von Württemberg. 

## Leben
Herzog Ernst war wie sein Vater in den Militärdienst bei der Russischen Armee eingetreten und beteiligte sich an der Seite seines Bruders Alexander unter dem Oberkommando von Herzog Eugen beim 7. Armeekorps 1829 im Russisch-Türkischen Krieg. Er stieg in russischen Diensten bis zum Rang eines Generalmajors auf. 
Zudem verfügte er über umfangreiche Güter in Russland und Litauen, die er zusammen mit seinem Bruder Alexander verwaltete. 

## Standesherr
Seit 1830 war Herzog Ernst erbliches Mitglied in der württembergischen Kammer der Standesherren, nahm aber zeitlebens an keiner Sitzung teil. Er ließ sich durch andere Mitglieder der Kammer vertreten, insbesondere in späteren Jahren durch den Staatsrat Andreas von Renner.

## Familie
Am 21. August 1860 heiratete Herzog Ernst die Sängerin Natalie Eschborn, die unter dem Künstlernamen Frassini bekannt war. Durch den Landgrafen Ferdinand von Hessen-Homburg wurde sie als Freifrau von Grünhof in den Adelsstand erhoben. Aus der Ehe ging die Tochter Alexandra Nathalie Ernestine Freiin von Grünhof (* 10. August 1861 in Wiesbaden; 13. April 1933 in Hohenlübbichow) hervor. Sie heiratete am 15. September 1883 in Coburg den preußischen Diplomaten Robert von Keudell. 
Herzog Ernst fand im Herzoglichen Mausoleum auf dem Coburger Friedhof am Glockenberg seine letzte Ruhestätte, wo sich auch das Grab seiner Schwester befindet, der acht Jahre vor ihm verstorbenen Herzogin Marie von Sachsen-Coburg und Gotha.